# Lorraine Stubbs
Lorraine Stubbs, née le 9 juin 1950 à Toronto, est une cavalière canadienne de dressage.

## Carrière
Aux Jeux olympiques d'été de 1972 à Munich, elle termine trentième de l'épreuve individuelle de dressage et fait partie de l'équipe canadienne se classant à la sixième position.
Elle est médaillée d'argent par équipe lors des Jeux panaméricains de 1975 à Mexico avec Christilot Hanson-Boylen et Barbara Stracey. Aux Jeux olympiques d'été de 1976 à Montréal, elle termine onzième de l'épreuve individuelle de dressage et fait partie de l'équipe canadienne se classant à la cinquième position.